# Almanak mercantil
L'Almanak mercantil, també conegut com la Guia de comerciantes, era un anuari que es va publicar des del 1795 fins al 1808. Ha estat molt utilitzat per la historiografia econòmica per tal de fer recerca sobre l'economia comercial de les principals ciutats catalanes del tombant de segle com ara Barcelona, Mataró, Reus… L'almanac també incloïa diverses llistes de les persones que conformaven els consolats comercials de la península Ibèrica i d'Amèrica per tal de poder donar informació a la burgesia mercantil catalana sobre els aranzels, els principals productors comercials, fires, equivalències catalanes als pesos i mesures estrangers, etc.